# 1921 في المملكة المتحدة
فيما يلي قوائم الأحداث التي وقعت خلال عام 1921 في المملكة المتحدة.

## سياسة

### تعيين في المنصب
- 1 يناير – أوين ماكنيل عضو برلمان أيرلندا الشمالية.
- 13 فبراير – ونستون تشرشل وزارة المستعمرات في بريطانيا.
- 1 أبريل – أوستن شامبرلين اللورد أمين الختم الكنيف [الإنجليزية]‏.
- 1 أبريل – ستانلي بلدوين رئيس مجلس التجارة [الإنجليزية]‏.

### انتهاء فترة المنصب
- 1 يناير – أندرو بونار لو زعيم حزب المحافظين (المملكة المتحدة)،اللورد أمين الختم الكنيف [الإنجليزية]‏.
- 13 فبراير – ونستون تشرشل Secretary of State for Air [الإنجليزية]‏.

## رياضة
- 1 يناير – بطولة ويمبلدون 1921

## أفلام
من الأفلام التي صدرت هذه السنة في المملكة المتحدة:
- 1 يناير – فاكهة مثمرة من إخراج موريس إلفي [الإنجليزية]‏.

## مواليد

### يناير
- 9 يناير – روبن كومبس
- 17 يناير – كرومي مكاندلس متسابق دراجات نارية أيرلندي.
- 18 يناير – بروس وودكوك ملاكم من المملكة المتحدة.
- 21 يناير – ديف ميلر لاعب كرة قدم بريطاني.

### فبراير
- 24 فبراير – جوردن فوستر رياضياتي أيرلندي.

### مارس
- 4 مارس – ديني بايلز لاعب كرة مضرب أسترالي.
- 7 مارس – وليام وادل لاعب كرة قدم اسكتلندي.
- 12 مارس – جوي فاغان لاعب ومدرب كرة قدم إنجليزي.
- 19 مارس – تومي كوبر
- 28 مارس – ديرك بوجاردي ممثل بريطاني.

### أبريل
- 16 أبريل – بيتر أوستينوف
- 26 أبريل – مارغريت غووينج

### مايو
- 13 مايو – بيل جونز لاعب كرة قدم إنجليزي.
- 24 مايو – ليزلي جيديس مهندس بريطاني.

### يونيو
- 11 يونيو – مايكل ماير كاتب نرويجي.
- 16 يونيو – والتر بيري

### يوليو
- 10 يوليو – أريك وليامز لاعب كرة قدم بريطاني.
- 14 يوليو – جوفري ولكنسون
- 20 يوليو – هنري علاق
- 31 يوليو – بيتر بينيسن محامي من المملكة المتحدة.

### أغسطس
- 10 أغسطس – بيل تومسون
- 18 أغسطس – غوردون توماس دراج بريطاني.

### سبتمبر
- 3 سبتمبر – جون آستون لاعب كرة قدم إنجليزي.
- 25 سبتمبر – ألف باتريك لاعب كرة قدم إنجليزي.
- 30 سبتمبر – ديبورا كير

### أكتوبر
- 3 أكتوبر – غراهام ديفيز لاعب كرة قدم من المملكة المتحدة.
- 21 أكتوبر – مالكولم أرنولد

### نوفمبر
- 6 نوفمبر – أريك داي لاعب كرة قدم من المملكة المتحدة.
- 8 نوفمبر – جوني جوردن لاعب كرة قدم إنجليزي.
- 11 نوفمبر – رون غرينوود لاعب ومدرب كرة قدم إنجليزي.
- 17 نوفمبر – سيريل وليامز لاعب كرة قدم إنجليزي.

### ديسمبر
- 24 ديسمبر – رون تومسون لاعب كرة قدم من المملكة المتحدة.

## وفيات

### يناير
- 1 يناير – جياكومو دي مارتينو (مواليد 1849) سياسي إيطالي.
- 24 يناير – وليام مارشال (مواليد 1849) لاعب كرة مضرب من المملكة المتحدة.

### مارس
- 11 مارس – شربورن ويسلي بورنهام (مواليد 1838) عالم فلك أمريكي.

### أبريل
- 9 أبريل – إرنستو ناثان (مواليد 1845)

### مايو
- 5 مايو – ويليام فريز جرين (مواليد 1855)

### أغسطس
- 1 أغسطس – توماس ميشيل (مواليد 1843)

### أكتوبر
- 23 أكتوبر – جون بويد دنلوب (مواليد 1840)

### نوفمبر
- 10 نوفمبر – جيني كيد تراوت (مواليد 1841) طبيبة كندية.

### ديسمبر
- 21 ديسمبر – جوزيف موروود ستانيفورث (مواليد 1863) صحفي من المملكة المتحدة.